# Segunda etapa de Brasília da Stock Car Brasil de 2009
A Etapa de Brasília 2 foi a décima corrida da temporada de 2009 da Stock Car Brasil e a segunda da fase de play-offs. O vencendor da prova foi o piloto Allam Khodair.

## Corrida
| Pos | Nº | Piloto             | Equipe               | Voltas | Tempo/Aband. | Grid | Pontos |
| --- | -- | ------------------ | -------------------- | ------ | ------------ | ---- | ------ |
| 1   | 18 | Allam Khodair      | Full Time            | 40     | 41:11.396    |      | 25     |
| 2   | 10 | Ricardo Zonta      | RZ Racing            | 40     | +3.272       |      | 20     |
| 3   | 0  | Cacá Bueno         | Red Bull-WA Mattheis | 40     | +10.313      |      | 16     |
| 4   | 23 | Duda Pamplona      | Pamplona's           | 40     | +11.719      |      | 14     |
| 5   | 77 | Valdeno Brito      | RCM Motorsport       | 40     | +12.448      |      | 12     |
| 6   | 29 | Daniel Serra       | Red Bull-WA Mattheis | 40     | +14.433      |      | 10     |
| 7   | 14 | Luciano Burti      | Boettger             | 40     | +14.990      |      | 9      |
| 8   | 21 | Thiago Camilo      | Vogel Motorsport     | 40     | +18.142      |      | 8      |
| 9   | 11 | Nonô Figueiredo    | Officer Pamplona's   | 40     | +19.236      |      | 7      |
| 10  | 51 | Atila Abreu        | AMG Motorsport       | 40     | +20.253      |      | 6      |
| 11  | 31 | William Starostik  | A. Mattheis          | 40     | +20.731      |      | 5      |
| 12  | 99 | Xandinho Negrão    | A. Mattheis          | 40     | +21.410      |      | 4      |
| 13  | 20 | Ricardo Sperafico  | RZ Racing            | 40     | +24.212      |      | 3      |
| 14  | 63 | Lico Kaesemodel    | AMG Motorsport       | 40     | +25.328      |      | 2      |
| 15  | 80 | Marcos Gomes       | Action Power Racing  | 40     | +25.477      |      | 1      |
| 16  | 3  | Chico Serra        | Avallone             | 40     | +25.761      |      |        |
| 17  | 90 | Ricardo Mauricio   | RC Competições       | 40     | +25.943      |      |        |
| 18  | 65 | Max Wilson         | RC Competições       | 40     | +26.334      |      |        |
| 19  | 33 | Felipe Maluhy      | Avallone             | 40     | +35.418      |      |        |
| 20  | 44 | Norberto Gresse    | Hot Car              | 40     | +35.945      |      |        |
| 21  | 15 | Antonio Jorge Neto | RC3 Bassani          | 40     | +36.306      |      |        |
| 22  | 7  | Thiago Marques     | JF Racing            | 40     | +36.791      |      |        |
| 23  | 6  | Alceu Feldmann     | Boettger             | 40     | +42.797      |      |        |
| 24  | 35 | David Muffato      | RC3 Bassani          | 40     | +43.056      |      |        |
| Ret | 74 | Popó Bueno         | Hot Car              | 26     |              |      |        |
| Ret | 70 | Tarso Marques      | Action Power         | 22     |              |      |        |
| Ret | 55 | Paulo Salustiano   | Vogel Motorsport     | 6      |              |      |        |
| Ret | 9  | Giuliano Losacco   | JF Racing            | 1      |              |      |        |